# Pedicularis lachnoglossa
Pedicularis lachnoglossa är en snyltrotsväxtart som beskrevs av Joseph Dalton Hooker. Pedicularis lachnoglossa ingår i släktet spiror, och familjen snyltrotsväxter. Inga underarter finns listade i Catalogue of Life.